# Bailwal, Hangal
Bailwal là một làng thuộc tehsil Hangal, huyện Haveri, bang Karnataka, Ấn Độ.